# Mariahilf
Mariahilf ([ˌmaʀiaˈhɪlf]ⓘ) – szósta dzielnica Wiednia. 
Dzielnica powstała w 1850 roku po włączeniu do miasta pięciu gmin, pierwotnie weszły one w skład piątej dzielnicy. W 1861 roku po podziale dzielnicy Wieden stała się szóstą dzielnicą, a obecną formę przybrała w 1862 roku po wyłączniu z jej terenu dzisiejszej siódmej dzielnicy Wiednia – Neubau. Jest drugą w kolejności, najmniejszą dzielnicą stolicy Austrii.